# Уэст-Бриджфорд
Уэст-Бриджфорд (англ. West Bridgford) — город в регионе Восточный Мидленд Англии, административный центр церемониального графства Ноттингемшир и района Рашклифф.

## География
Город расположен в центральной части Англии на правом берегу реки Трент, с юга примыкает к городу Ноттингем.

## Спорт
В городе находится стадион «Сити Граунд», домашняя арена футбольного клуба «Ноттингем Форест».